# 四重奏と管弦楽のためのコンセール
『四重奏と管弦楽のためのコンセール』（しじゅうそうとかんげんがくのためのコンセール、フランス語: Concert à quatre pour 4 soli : Flûte, Hautbois, Violoncelle, Piano et Orchestre）は、オリヴィエ・メシアンが1990年から1992年にかけて作曲した4台の独奏楽器とオーケストラのための作品。メシアン最晩年の作品で、完成前に作者が没し、妻のイヴォンヌ・ロリオによって補作完成された。全4楽章で、演奏時間は約25分。

## 作曲の経緯
1990年、メシアンはチョン・ミョンフンの指揮するパリ・バスティーユ管弦楽団のための作品の作曲を打診された。それ以前からメシアンはハインツ・ホリガーのためのオーボエ協奏曲を書く計画を持っており、やがてピアノ・チェロ・フルートを独奏者に加えたコンセール（合奏曲）の構想に発展したが、実際の仕事が進められたのは『彼方の閃光…』のオーケストレーションが完成した1991年7月以降だった。
1992年4月にメシアンが没したとき、4つの楽章のショートスコアは完成しており、また第2・第3楽章はオーケストレーションも終わっていた。しかしながらメシアンはこの4楽章で完成とは考えておらず、さらに2つの楽章を追加する予定であった。
イヴォンヌ・ロリオはジョージ・ベンジャミンとハインツ・ホリガーの助けを得てオーケストレーションを完成した。このうち第1楽章については比較的単純な補筆で済んだが、第4楽章については単なるオーケストレーションではなくメシアンのスケッチにもとづいて大幅な加筆を行った。
1994年9月26日にオペラ・バスティーユにおいて、チョン・ミョンフン指揮パリ・バスティーユ管弦楽団の演奏で初演された。独奏者はピアノがイヴォンヌ・ロリオ、オーボエがハインツ・ホリガー、フルートがカトリーヌ・カンタン、チェロがムスティスラフ・ロストロポーヴィチだった。2003年に出版された楽譜はモーツァルト、ラモー、スカルラッティをたたえている。
日本では1995年7月4日に小泉和裕指揮新日本フィルハーモニー交響楽団によって初演された。独奏者はピアノがイヴォンヌ・ロリオ、オーボエが古部賢一、フルートが白尾彰、チェロが花崎薫だった。
本曲は第38回グラミー賞 クラシック現代作品部門を受賞した。

## 楽器編成
管弦楽：ピッコロ2、フルート3、オーボエ3、コーラングレ1、小クラリネット1、クラリネット3、バスクラリネット1、ファゴット3、コントラファゴット1、ホルン4、ピッコロトランペット1、トランペット3、トロンボーン3、チューバ1、打楽器7、鍵盤打楽器（シロフォン、シロリンバ、マリンバ、グロッケンシュピール）、チェレスタ、弦楽器（16-16-14-12-10）。
各打楽器奏者は以下の楽器を受けもつ。
1. チューブラーベル
2. トライアングル3、レコレコ、むち
3. 木魚6
4. サスペンデッドシンバル、クロタル
5. タムタム3
6. 大太鼓
7. エオリフォン

独奏：フルート、オーボエ、チェロ、ピアノ。

## 構成
1. アントレ Entrée - 冒頭のおだやかな旋律は1928-1929年の『前奏曲集』の「風に映る影」を引用している[8]。ついでピアノによるニワムシクイ（英語版）の歌が出現する。オーケストラによるニュージーランドのコカコ（ハシブトホオダレムクドリ）、モフア、カカポ（フクロウオウム）の歌が続く。新しい主題が出現し、エオリフォンなどを加えて盛り上がる。その後、全体がもう一度変形を加えてくり返される。
2. ヴォカリーズ Vocalise - 緩徐楽章。1935年に書かれたソプラノとピアノのための『ヴォカリーズ』イ長調の編曲で、旋律は主にオーボエ独奏によるが、サビの部分では別の独奏者も加わる。くり返し部分では原曲にはないコシジロイソヒヨドリの歌がチェレスタによって奏でられる。
3. カデンツァ Cadenza - 独奏オーボエにはじまり、独奏チェロがコトドリ、独奏フルートがウタミソサザイ（英語版）の歌を披露する。ピアノのニワムシクイと鍵盤打楽器のズアカツグミヒタキ（英語版）が呼応しあう。チェロ、フルート、オーボエの独奏が再現し、チェレスタとタムタムで静かに終わる。
4. ロンドー Rondeau - 3⁄8拍子の快速な舞曲によるルフランの間に鳥の歌によるクープレが2回はさまれる。使われる鳥の歌はスズドリ（鍵盤打楽器とピアノ）、ニシコウライウグイス（管楽器）、ニワムシクイ（フルートとピアノ）、リロリロ（ニュージーランドセンニョムシクイ（英語版）、鍵盤打楽器）とチャバラツグミヒタキ（英語版）（チェロ）、タカヘ（管楽器）。2回めのクープレの後に独奏楽器群によるカデンツァが置かれ、各楽器は他の楽器と速度を合わせずに演奏される[9]。全奏による和音の伸ばしを経て最後のルフランが独奏楽器による華やかな修飾を加えて再現する。